# Empis fulvipes
Empis fulvipes är en tvåvingeart som beskrevs av Christian Rudolph Wilhelm Wiedemann 1822. Empis fulvipes ingår i släktet Empis och familjen dansflugor. Inga underarter finns listade i Catalogue of Life.